# Kivalina, Alaska
Kivalina este un orășel în comitatul Northwest Arctic din Alaska. În anul 2010 avea 374 de locuitori.